# Colpo di genio
Colpo di genio (titolo originale Poison à la Carte) è la trentaduesima novella gialla di Rex Stout con Nero Wolfe protagonista.

## Storia editoriale
Il racconto fu pubblicato per la prima volta in formato libro nella raccolta Three at Wolfe's Door nel 1960.

## Trama
Fritz Brenner è invitato dal circolo dell'aristologia per cucinare i suoi rinomati piatti; è proprio uno di questi ad avvelenare uno dei commensali. Wolfe è furioso per l'offesa arrecata al suo cuoco ed amico, e si impegna a scoprire quale delle belle attrici disoccupate, ingaggiate per servire a tavola vestite come antiche vestali, abbia aggiunto dell'arsenico al menù.

### Personaggi principali
- Nero Wolfe: investigatore privato
- Archie Goodwin: assistente di Nero Wolfe e narratore di tutte le storie
- Fritz Brenner: cuoco e maggiordomo
- Lewis Hewitt: coltivatore di orchidee e fondatore dei Dieci dell'Aristologia
- Vincent Pyle: produttore teatrale, membro dei Dieci dell'Aristologia
- Adrian Dart, Emil Kreis, Harvey Leacraft, Benjamin Schriver: membri dei Dieci dell'Aristologia
- Helen Iacono, Carol Annis, Peggy Choate, Lucy Morgan, Nora Jaret, Fern Faber: cameriere alla cena dei Dieci dell'Aristologia
- Felix: maître del ristorante Rusterman
- Zoltan: cameriere del ristorante Rusterman
- Cramer: ispettore della Squadra Omicidi
- Purley Stebbins: sergente della Squadra Omicidi

## Critica
"Wolfe fa qualche buona deduzione basata sulla teoria della permutazione per restringere i venti sospetti a sole cinque fra le attrici. A quel punto rimane bloccato ed è costretto a uno stratagemma per smascherare l'assassina. Questa è una storia misogina, con dialoghi scattanti, narrazione fresca e personaggi interessanti. L'assassina è stata fortunata all'inizio e sciocca alla fine. Questa storia avrebbe una valutazione più alta se gli indizi fossero stati più leali e la soluzione determinabile per mezzo del ragionamento deduttivo."
"Un'altra storia matematica è Poison à la Carte, i cui primi tre capitoli coinvolgono la teoria della permutazione. Il capitolo 5 della novella si addentra in una descrizione più vivida della matematica impiegata. Questi capitoli descrivono un'indagine interessante su un omicidio. Sfortunatamente, a questo punto l'omicidio passa in secondo piano e la misoginia prende il sopravvento; le ultime parti del racconto mostrano ben poca detection. Anche Too Many Cooks, il precedente mystery di Stout riguardo ai cuochi, ha elementi della teoria della permutazione nella trama (capitolo 11)."

## Edizioni
- Rex Stout, Nero Wolfe in colpo di genio, traduzione di Laura Grimaldi, collana I romanzi brevi di Rex Stout (n. 11), Arnoldo Mondadori Editore, 1983,  p. 285.